# 会展中心駅 (天津市)
会展中心駅（かいてんちゅうしん-えき）は中華人民共和国天津市浜海新区に位置する天津地下鉄9号線の駅である。

## 駅構造
- 相対式ホーム2面2線の高架駅。ホームは3階、改札口は2階にある。

| ホーム (3F) | 相対式ホーム               |
| ホーム (3F) | ←■9号線 中山門・天津駅方面 |
| ホーム (3F) | ■9号線 東海路方面→         |
| ホーム (3F) | 相対式ホーム               |

## 駅周辺
- 泰達体育場

## 歴史
- 2005年3月27日 - 開業。
- 2015年8月12日 - 駅舎は2015年天津浜海新区倉庫爆発事故で大きな損傷を受けた[1]。

## 隣の駅
- ■9号線

太湖路駅 - 会展中心駅 - 東海路駅